# Обсада на Константинопол (674 – 678)
Първата арабска обсада на Константинопол през 674 година е голямо стълкновение от Византийско-арабските войни и е един от многобройните пъти, когато защитата на града е поставяна на изпитание. Това е битка между Византийската империя и Арабския Омаядски халифат. Муавиях I, който се очертава като управляващ арабската държава след гражданската война, обсажда Константинопол по времето на Константин IV Погонат. В тази битка Омаядите, неуспели да направят пробив по стените на Теодосий, блокират града по Босфора. Настъпването на зимата принуждава обсаждащите да се оттеглят на остров на 100 километра от града.
Точно преди обсадата сирийски християнски бежанец на име Калиник от Хелиополис създава за Византия унищожително ново оръжие, което става известно като „гръцки огън“. В битката при Сулайем през 677 година византийският флот го използва, за да унищожи арабския флот в Мраморно море след вдигането на обсадата през 678 година. Победата спира омаядската експанзия към Европа за повече от трийсет години, въпреки че арабите не са победени до втората арабска обсада на Константинопол.
Поражението може да се отдаде на два фактора: на непробиеваемата защита на града и на опустошителната зима. Морската победа, в която Византия побеждава, осигурява, че градът не може да бъде превзет по море. Междувременно арабските сили са заплашени от глад през зимата.